# Georg Ludwig Peter Sievers
Georg Ludwig Peter Sievers (* 1775 in Magdeburg; † 1830) war ein deutscher Musikschriftsteller. Er war Sohn des Komponisten Johann Friedrich Ludwig Sievers, Domorganist in Magdeburg.
Wie sein Zeitgenosse E.T.A. Hoffmann war Sievers durch Aufsätze, Romane und Sachbücher an der Formulierung der Theorie einer romantischen Musikästhetik beteiligt. Er veröffentlichte Essays in Caecilia und in der Leipziger Allgemeinen musikalischen Zeitschrift, hauptsächlich über französische und italienische musikalische Verhältnisse. Sievers war auch musiklexikographisch für den Brockhaus-Verlag tätig. Schon in den 1820er Jahren – und damit ausgesprochen früh – trat er als einer der ersten Romantik-Kritiker vor.

## Werke
- Der Sarg oder die Zwillingsschwestern. 1807.
- Lessings Schädel. 1807.
- Der Citronen-Wald. 1809.
- Der Eilfertige. 1814.
- Mozart und Süssmayr, ein neues Plagiat. 1829.